# REIBOR
REIBOR (Reykjavík Interbank Offered Rate) – międzybankowa stopa procentowa stosowana w odniesieniu do kredytów krótkoterminowych zaciąganych w islandzkich bankach komercyjnych i kasach oszczędnościowych.
REIBOR stosuje się w podobny sposób, w jaki wiele państw wykorzystuje LIBOR jako stopę bazową dla pożyczek o zmiennej stopie procentowej, przy czym banki islandzkie korzystają ze stopy REIBOR (powiększonej o premię) jako podstawy przy udzielaniu pożyczek o zmiennej stopie procentowej w walucie islandzkiej, tj. w koronie islandzkiej.